# Gnorismoneura exulis
Gnorismoneura exulis är en fjärilsart som beskrevs av Syuti Issiki och Herbert Stringer 1932. Gnorismoneura exulis ingår i släktet Gnorismoneura och familjen vecklare. Inga underarter finns listade i Catalogue of Life.